# Vulkán Gépgyár és Vasöntöde Rt.
A Vulkán Gépgyár és Vasöntöde Rt.  megszűnt, és el is bontott nagyipari létesítmény volt Budapest XIII. kerületében.

## Története
A gyár eredetileg az 1872-es alapítású Gutjahr és Müller Malomipari Gépgyár (Gutjahr és Müller Rt.), svájci eredetű társaság építette fel 1883-ban a mai Váci út 66. – Tutaj u. 1/a. – Visegrádi u. 69. – Vág u. 2/a. alatti telken. Az épületeket feltételezhetően Bachmann Károly vagy Pucher József tervezte. 
1893-ban az üzemet az ausztriai Friedrich Fernau megvásárolta. 1905-től a Vulkán Gépgyár Rt. tulajdonolta.
Az üzem szerszámok gyártására rendezkedett be, így előállított esztergákat, fúrókat, fúró-marókat, portálmarókat, gyalu- és sajtológépeket.
A gyár a nagy gazdasági világválság idején, 1929-ben tönkrement. Épületeit 1936-ban bontották el. Területét áttörve nyílt meg 1941-ben a Ronyva utca.

## Régi térképeken
- 1895-ös térképábrázolás
- 1903-as térképábrázolás
- 1908-as térképábrázolás